# Imigração portuguesa nos Países Baixos
Luso-neerlandês ou português neerlandês é um neerlandês que possui ascendência portuguesa ou um português que reside nos Países Baixos.
De acordo com o Instituto de Estatística Neerlandês (CBS), em 2021 havia 29 092 luso-neerlandeses a resider nos Países Baixos, dos quais 19 816 eram de primeira geração e 9 276 eram de segunda geração.

## História
Os primeiros imigrantes portugueses que se estabeleceram nos Países Baixos chegaram no século XVI e eram judeus sefarditas, em decorrência da Inquisição vigente em Portugal.
No século XVIII, os imigrantes portugueses vieram sobretudo de Lisboa e da Madeira.
Na década de 1960, vários portugueses vieram trabalhar para os Países Baixos como gastarbeiter.

## Estatísticas
O número de luso-neerlandeses mais do que duplicou entre 1996 e 2020, de aproximadamente 13 000 para 29 000.
| Primeira geração | 8 759  | 9 509  | 11 833 | 14 356 | 16 456 | 19 820 |
| Segunda geração  | 4 198  | 4 772  | 5 723  | 6 625  | 7 786  | 8 982  |
| Total            | 12 957 | 14 281 | 17 556 | 20 981 | 24 242 | 28 802 |

Em 2020, cerca de 17% dos luso-neerlandeses a residir nos Países Baixos tinha entre 0 e 15 anos, ou seja, 4 918 pessoas, sendo 1 198 de primeira geração e 3 720 de segunda geração. Em contrapartida, cerca de 7% dos luso-neerlandeses tinha 65 ou mais anos, ou seja, 1 972 pessoas no total. Isto se traduz numa população mais jovem de origem portuguesa nos Países Baixos do que em Portugal em si.